# Дутка, Чеслав-Павел
Чеслав-Павел Дутка (пол. Czesław Paweł Dutka, 30 января 1936, с. Оришковцы — 10 января 2020) — польский литературовед, социолог. Доктор филологии, профессор. С 1945 г. проживал в Польше.
Изучал полонистику во Вроцлавском университете. Работал учителем, преподавателем в технических училищах. С 1982 г. — профессор Высшей педагогической школы в г. Зелёна-Гура.
Автор книг «Фундаментальные осанки критика и исследователя, или Объективизм и тенденции в критике» (1981), «Литература и посредническая роль» (1982), «Геноти-фигуры ученого и скрытый аспект культуры» (1984) и др., многочисленных статей и рецензий в периодике.

## Публикации
- Tancerz idei. Pisarz jako autor i świadek znaczeń, Zielona Góra 1995.
- Mistrzowie i szkoły. Szkice o tradycji literaturoznawstwa, Zielona Góra 1998.
- Słowo peryferyjne. Eseje, szkice literackie i recenzje, Zielona Góra 1999.
- Genologia i konteksty, Zielona Góra 2000.
- Literatura — badacz i krytyk. Wybrane role partnerów interakcji poznawczej, Zielona Góra 2000.
- Norwid — nasz współczesny. Profecja i recepcja, Zielona Góra 2002.